# Campionati mondiali di taekwondo 1983
I Campionati mondiali di taekwondo 1983 sono stati la 6ª edizione dei campionati mondiali di taekwondo, organizzati dalla World Taekwondo Federation, e si sono svolti a Copenaghen, in Danimarca, dal 20 al 23 ottobre 1983.

## Medagliati
| Specialità | Oro                           | Argento                      | Bronzo                                                                   |
| -48 kg     | Wang Kwang-Yeon Corea del Sud | César Rodríguez Messico      | Emilio Azofra Spagna / Choi Chan-Ok Germania Ovest                       |
| 52 kg      | Ko Jeong-Ho Corea del Sud     | Turgut Uçan Turchia          | Giuseppe Flotti Italia / Benito Javier Spagna                            |
| 56 kg      | Han Hong-Sik Corea del Sud    | Luis Torner Spagna           | Geremia Di Costanzo Italia / Nader Khodamoradi Iran                      |
| 60 kg      | Lee Jae-Bong Corea del Sud    | Thomas Fabula Germania Ovest | Ahmet Ercan Turchia / Gustavo Sanciprián Messico                         |
| 64 kg      | Han Jae-Ku Corea del Sud      | Ángel Navarrete Spagna       | Po-Nhu Ly Australia / Michel della Negra Francia                         |
| 68 kg      | Yılmaz Helvacıoğlu Turchia    | Lindsay Lawrence Regno Unito | Choi Kwang-Keun Corea del Sud / Harald Scharmann Germania Ovest          |
| 73 kg      | Jeong Kook-Hyun Corea del Sud | Hans Brugmans Paesi Bassi    | Luigi D'Oriano Italia / Patrice Remarck Costa d'Avorio                   |
| 78 kg      | Lee Dong-Jun Corea del Sud    | Jersey Long Canada           | Brekou Charles Bayou Costa d'Avorio / Richard Jaydes Warwick Stati Uniti |
| 84 kg      | Ireno Fargas Spagna           | Eugen Nefedow Germania Ovest | Michael Knudsen Danimarca / John Lee Stati Uniti                         |
| +84 kg     | Jang Seong-Hwa Corea del Sud  | Dirk Jung Germania Ovest     | Henk Meijer Paesi Bassi / Franciso Fonseca Spagna                        |

## Medagliere
| Posizione | Paese          | Oro | Argento | Bronzo | Totale |
| --------- | -------------- | --- | ------- | ------ | ------ |
| 1         | Corea del Sud  | 8   | 0       | 1      | 9      |
| 2         | Spagna         | 1   | 2       | 3      | 6      |
| 3         | Turchia        | 1   | 1       | 1      | 3      |
| 4         | Germania Ovest | 0   | 3       | 2      | 5      |
| 5         | Messico        | 0   | 1       | 1      | 2      |
| 5         | Paesi Bassi    | 0   | 1       | 1      | 2      |
| 7         | Canada         | 0   | 1       | 0      | 1      |
| 7         | Regno Unito    | 0   | 1       | 0      | 1      |
| 9         | Italia         | 0   | 0       | 3      | 3      |
| 10        | Costa d'Avorio | 0   | 0       | 2      | 2      |
| 10        | Stati Uniti    | 0   | 0       | 2      | 2      |
| 12        | Australia      | 0   | 0       | 1      | 1      |
| 12        | Danimarca      | 0   | 0       | 1      | 1      |
| 12        | Francia        | 0   | 0       | 1      | 1      |
| 12        | Iran           | 0   | 0       | 1      | 1      |
|           | TOTALE         | 10  | 10      | 20     | 40     |